# Irauçuba (kommun)
Irauçuba är en kommun i Brasilien.   Den ligger i delstaten Ceará, i den östra delen av landet, 1 600 km nordost om huvudstaden Brasília. Antalet invånare är 22 347.
Följande samhällen finns i Irauçuba:
- Irauçuba

Omgivningarna runt Irauçuba är huvudsakligen savann. Runt Irauçuba är det mycket glesbefolkat, med 4 invånare per kvadratkilometer.